# Jedediah K. Smith
Jedediah Kilburn Smith (Amherst, 7 novembre 1770 – Amherst, 17 dicembre 1828) è stato un politico e giurista statunitense.
Nato ad Ahmerst, nel New Hampshire, studiò legge e divenne avvocato nel 1800. Fu poi, grazie ad una brillante carriera politica, parlamentare del New Hampshire nel 1803 e senatore dal 1804 al 1806 e nel 1809.
Fu poi eletto al Congresso come democratico-repubblicano, ma si candidò invano al senato nel 1810.
Negli anni seguenti si dedicò alla sua professione di giurista.
Morì il 17 dicembre 1828.